# Lista siturilor Natura 2000 din Belgia
Lista siturilor Natura 2000 din Belgia conține toate ariile naturale din această țară incluse în rețeaua europeană Natura 2000.
Această listă este generată cu date din Wikidata și este actualizată periodic de un robot.
 Editările făcute în listă vor fi șterse la următoarea actualizare!
| Imagine | Cod Natura 2000 | Articol |
| ------- | --------------- | --- |
|         | BE2200038       | Bossen en kalkgraslanden van Haspengouw |
|         | BE2200031       | Q116445140 |
|         | BE2100015       | Kalmthoutse Heide |
|         | BE2100016       | Klein en Groot Schietveld |
|         | BE2100017       | Bos- en heidegebieden ten oosten van Antwerpen                                                                                               |
|         | BE1000001       | La Forêt de Soignes avec lisières et domaines boisés avoisinants et la Vallée de la Woluwe - complexe Forêt de Soignes - Vallée de la Woluwe |
|         | BE2100019       | Het Blak, Kievitsheide, Ekstergoor en nabijgelegen Kamsalamanderhabitats                                                                     |
|         | BE2100020       | Heesbossen, Vallei van Marke en Merkske en Ringven met valleigronden langs de Heerlese Loop                                                  |
|         | BE2100024       | Vennen, heiden en moerassen rond Turnhout |
|         | BE2100424       | De Zegge |
|         | BE2101437       | De Maatjes, Wuustwezelheide en Groot Schietveld                                                                                              |
|         | BE2101538       | Arendonk, Merksplas, Oud-Turnhout, Ravels en Turnhout                                                                                        |
|         | BE2101639       | Ronde Put |
|         | BE2200028       | De Maten |
|         | BE2200029       | Vallei- en brongebied van de Zwarte Beek, Bolisserbeek en Dommel met heide en vengebieden.                                                   |
|         | BE2200030       | Mangelbeek en heide- en vengebieden tussen Houthalen en Gruitrode                                                                            |
|         | BE2300222       | Kuifeend en Blokkersdijk |
|         | BE2200035       | Mechelse Heide en vallei van de Ziepbeek |
|         | BE2200036       | Plateau van Caestert met hellingbossen en mergelgrotten.                                                                                     |
|         | BE2200037       | Uiterwaarden langs de Limburgse Maas met Vijverbroek                                                                                         |
|         | BE2200043       | Bosbeekvallei en aangrenzende bos- en heidegebieden te As-Opglabbeek-Maaseik                                                                 |
|         | BE2200525       | Bokrijk en omgeving |
|         | BE2200727       | De Mechelse Heide en de Vallei van de Ziepbeek                                                                                               |
|         | BE2217310       | Bocholt, Hechtel-Eksel, Meeuwen-Gruitrode, Neerpelt en Peer                                                                                  |
|         | BE2218311       | Militair domein en vallei van de Zwarte Beek                                                                                                 |
|         | BE2219312       | Vijvercomplex van Midden Limburg |
|         | BE2220313       | Houthalen-Helchteren, Meeuwen-Gruitrode en Peer                                                                                              |
|         | BE2223316       | De Demervallei |
|         | BE2300006       | Schelde- en Durmeëstuarium van de Nederlandse grens tot Gent                                                                                 |
|         | BE2301134       | Krekengebied |
|         | BE2301235       | Durme en Middenloop van de Schelde |
|         | BE2301336       | Schorren en Polders van de Beneden-Schelde                                                                                                   |
|         | BE2400008       | Zoniënwoud |
|         | BE2400014       | Demervallei |
|         | BE2422315       | De Dijlevallei |
|         | BE2500121       | Westkust |
|         | BE2500932       | Poldercomplex |
|         | BE2501033       | Het Zwin |
|         | BE2524317       | Kustbroedvogels te Zeebrugge-Heist |
|         | BE31001C0       | Affluents brabançons de la Senne |
|         | BE31002C0       | Vallées de l'Argentine et de la Lasne |
|         | BE31003C0       | Vallée de la Lasne |
|         | BE31004C0       | Vallée de la Dyle en aval d'Archennes |
|         | BE31005C0       | Vallée de la Nethen |
|         | BE31006C0       | Vallée de la Dyle à Ottignies |
|         | BE31007C0       | Vallée du Train |
|         | BE31008C0       | Carrière de Dongelberg |
|         | BE31009B0       | Carrières souterraines d'Orp-Jauche |
|         | BE31010C0       | Sources de la Dyle |
|         | BE31011C0       | Vallée de la Thyle |
|         | BE31012C0       | Vallée de la Dyle de Wavre à Archennes |
|         | BE32001C0       | Vallée de la Lys |
|         | BE32002C0       | Vallée de l'Escaut en aval de Tournai |
|         | BE32003C0       | Pays des Collines |
|         | BE32004C0       | Vallée de la Rhosnes |
|         | BE32005C0       | Vallées de la Dendre et de la Marcq |
|         | BE32006C0       | Bois d'Enghien et de Silly |
|         | BE32007C0       | Bois de la Houssière |
|         | BE32008B0       | Bois d'Arpes et de l'Hôpital |
|         | BE32010C0       | Marais de la Verne |
|         | BE32011C0       | Forêt de Bon-Secours |
|         | BE32012C0       | Bord nord du bassin de la Haine |
|         | BE32014C0       | Vallée de la Haine en amont de Mons |
|         | BE32015B0       | Canal souterrain de la Bête Refaite |
|         | BE32016C0       | Forêt de Mariemont |
|         | BE32017C0       | Vallée de la Haine en aval de Mons |
|         | BE32018C0       | Bois de Colfontaine |
|         | BE32019C0       | Vallée de la Trouille |
|         | BE32020C0       | Vallée de la Princesse |
|         | BE32021C0       | Haute-Sambre en aval de Thuin |
|         | BE32022B0       | Trou des Sarrazins à Loverval |
|         | BE32023C0       | Vallée du Ruisseau d'Acoz |
|         | BE32024C0       | Basse-Sambre |
|         | BE32025C0       | Haut-Pays des Honnelles |
|         | BE32026C0       | Haute-Sambre en amont de Thuin |
|         | BE32027C0       | Vallée de la Biesmelle |
|         | BE32029C0       | Haute vallée de la Thure |
|         | BE32030C0       | Vallée de la Hante |
|         | BE32031C0       | Bois de Vieux Sart et de Montbliart |
|         | BE32032C0       | Forêts de Rance |
|         | BE32033C0       | Sources de la Hante |
|         | BE32034C0       | Bois Massart et forêts de Sivry-Rance |
|         | BE32035C0       | La Fagne entre Bailièvre et Robechies |
|         | BE32036C0       | Vallée de l'Eau Blanche à Virelles |
|         | BE32037C0       | Massifs forestiers entre Momignies et Chimay                                                                                                 |
|         | BE32038C0       | Bois de Bourlers et de Baileux |
|         | BE32039C0       | Vallées de l'Oise et de la Wartoise |
|         | BE32040C0       | Haute vallée de l'Eau Noire |
|         | BE32041B0       | Trou aux Feuilles |
|         | BE32042B0       | Vallée du Ruisseau d'Erpion |
|         | BE32044C0       | Bassin de l'Escaut en amont de Tournai |
|         | BE32045C0       | Vallée de l'Aubrecheuil |
|         | BE32046C0       | Vallée du Piéton |
|         | BE32047C0       | Vallée de la Thure |
|         | BE33001B0       | Sources du Geer |
|         | BE33002B0       | Basse vallée du Geer |
|         | BE33003C0       | Montagne Saint-Pierre |
|         | BE33004C0       | Basse Meuse et Meuse mitoyenne |
|         | BE33005C0       | Vallée du Ruisseau de Bolland |
|         | BE33006C0       | Vallée de la Gueule en aval de Kelmis |
|         | BE33007C0       | Vallée de la Gueule en amont de Kelmis |
|         | BE33008C0       | Vallée de la Burdinale |
|         | BE33009C0       | Vallée de la Mehaigne |
|         | BE33010C0       | Vallée de la Meuse à Huy et vallon de la Solières                                                                                            |
|         | BE33011C0       | Vallées du Hoyoux et du Triffoy |
|         | BE33012C0       | Affluents de la Meuse entre Huy et Flémalle                                                                                                  |
|         | BE33013C0       | Bois de la Neuville et de la Vecquée |
|         | BE33014C0       | Vallée de l'Ourthe entre Comblain-au-Pont et Angleur                                                                                         |
|         | BE33015C0       | Bois d'Anthisnes et d'Esneux |
|         | BE33016C0       | Basse vallée de la Vesdre |
|         | BE33017C0       | Basse vallée de l'Amblève |
|         | BE33018C0       | Coteaux calcaires de Theux et le Rocheux |
|         | BE33019C0       | Vallée de la Vesdre entre Eupen et Verviers                                                                                                  |
|         | BE33022C0       | La Gileppe |
|         | BE33023C0       | Vallée de la Soor |
|         | BE33024C0       | Vallée de la Helle |
|         | BE33026C0       | Vallée de l'Ourthe entre Hamoir et Comblain-au-Pont                                                                                          |
|         | BE33027C0       | Vallée de la Lembrée et affluents |
|         | BE33029C0       | Basse vallée de la Lienne |
|         | BE33030C0       | Vallée de l'Amblève de Chêneu au Pont de Targnon                                                                                             |
|         | BE33031C0       | Bois de la Géronstère |
|         | BE33032C0       | Fagnes de Malchamps et de Stoumont |
|         | BE33033C0       | Vallée du Wayai et affluents |
|         | BE33034C0       | Vallée de la Hoëgne |
|         | BE33035C0       | Plateau des Hautes-Fagnes |
|         | BE33036C0       | Fagnes de la Roer |
|         | BE33037C0       | Camp militaire d'Elsenborn |
|         | BE33038C0       | Vallée de la Schwalm |
|         | BE33039C0       | Vallée de l'Olefbach |
|         | BE33040C0       | Fagnes de Stavelot et vallée de l'Eau Rouge                                                                                                  |
|         | BE33041C0       | Fagnes de la Polleur et de Malmedy |
|         | BE33042C0       | Vallées de la Warche et du Bayehon en aval du barrage de Robertville                                                                         |
|         | BE33043C0       | Vallée de la Warche entre Butgenbach et Robertville                                                                                          |
|         | BE33044C0       | Sources de l'Amblève |
|         | BE33045C0       | Sources de la Warchenne |
|         | BE33046C0       | Vallée de la Warche en amont de Butgenbach                                                                                                   |
|         | BE33048C0       | Vallée de la Lienne et affluents entre Les Trous de Bras et Habiémont                                                                        |
|         | BE33049C0       | Mardelles d'Arbrefontaine et vallons fangeux de Fosse                                                                                        |
|         | BE33050C0       | Fagne de la Gotale et affluents du Ruisseau de Chavanne                                                                                      |
|         | BE33051C0       | Vallée de l'Amblève entre Wanne et Coo |
|         | BE33052C0       | Ma Campagne au sud de Malmedy |
|         | BE33053C0       | Noir Ru et Vallée du Rechterbach |
|         | BE33054C0       | Vallée de l'Amblève entre Montenau et Baugné                                                                                                 |
|         | BE33055C0       | Vallée de l'Emmels |
|         | BE33056C0       | Haute vallée de l'Amblève entre Heppenbach et Montenau                                                                                       |
|         | BE33057C0       | Vallée du Kolvenderbach |
|         | BE33058C0       | Vallée du Medemberbach |
|         | BE33059C0       | Sources de l'Our et de l'Ensebach |
|         | BE33060C0       | Haute vallée de la Lienne |
|         | BE33061C0       | Affluents de l'Our entre Setz et Schoenberg                                                                                                  |
|         | BE33062C0       | Vallée supérieure de l'Our et ses affluents                                                                                                  |
|         | BE33063C0       | Vallée et affluents du Braunlauf |
|         | BE33064C0       | Vallée de l'Ulf |
|         | BE33065C0       | Vallée inférieure de l'Our et ses affluents                                                                                                  |
|         | BE33066B0       | Grotte Jaminon |
|         | BE33067C0       | Bois de Staneux |
|         | BE34001C0       | Vallée et affluents du Néblon |
|         | BE34002C0       | Vallée de l'Ourthe entre Bomal et Hamoir |
|         | BE34003C0       | Vallée de l'Ourthe entre Hotton et Barvaux-sur-Ourthe                                                                                        |
|         | BE34004C0       | Massifs forestiers famenniens entre Hotton et Barvaux-sur-Ourthe                                                                             |
|         | BE34005C0       | La Calestienne entre Barvaux et Bomal |
|         | BE34006C0       | La Calestienne entre Oppagne et Barvaux |
|         | BE34007C0       | Basse vallée de l'Aisne |
|         | BE34008C0       | Camp militaire de Marche-en-Famenne |
|         | BE34009C0       | La Calestienne entre Marenne et Hotton |
|         | BE34010C0       | Plaine de Ny |
|         | BE34011C0       | La Calestienne entre Hotton et Oppagne |
|         | BE34012C0       | Vallée de l'Ourthe entre La Roche et Hotton                                                                                                  |
|         | BE34013C0       | Haute vallée de l'Aisne |
|         | BE34014C0       | Fagne de la Crépale et prairies de Malempré                                                                                                  |
|         | BE34015C0       | Fanges des sources de l'Aisne |
|         | BE34016C0       | Fagnes de Samrée et de Tailles |
|         | BE34017C0       | Fagnes de Bihain |
|         | BE34018C0       | Sources de la Lienne |
|         | BE34019C0       | Ennal et Grand Fond |
|         | BE34020C0       | Bassin supérieur de la Salm |
|         | BE34052C0       | Forêt d'Anlier |
|         | BE34021B0       | La Calestienne à Marche en Famenne |
|         | BE34022C0       | Basse vallée de la Wamme |
|         | BE34023C0       | Vallée de l'Ourthe entre Nisramont et La Roche                                                                                               |
|         | BE34024C0       | Bassin inférieur de l'Ourthe orientale |
|         | BE34025C0       | Haute-Wimbe |
|         | BE34026C0       | Massif forestier de Daverdisse |
|         | BE34027C0       | Bassin de la Lomme de Poix-Saint-Hubert à Grupont                                                                                            |
|         | BE34028C0       | Vallée de la Lomme de Grupont à Rochefort |
|         | BE34029C0       | Haute-Wamme et Masblette |
|         | BE34030C0       | Forêt de Freyr |
|         | BE34031C0       | Bassin moyen de l'Ourthe occidentale |
|         | BE34032C0       | Bassin inférieur de l'Ourthe occidentale |
|         | BE34033C0       | Etangs de Longchamps et de Noville |
|         | BE34034C0       | Sources du Ruisseau de Tavigny |
|         | BE34035C0       | Bassin supérieur de la Wiltz |
|         | BE34036C0       | Haute-Lesse |
|         | BE34037C0       | Haute-Lomme |
|         | BE34038C0       | Bassin supérieur de l'Ourthe occidentale |
|         | BE34039C0       | Haute-Sûre |
|         | BE34040C0       | Vallée de Villers-la-Bonne-Eau |
|         | BE34041C0       | Sûre frontalière |
|         | BE34042C0       | Bassin de la Semois de Bouillon à Alle |
|         | BE34043C0       | Bassin de la Semois du Maka à Bouillon |
|         | BE34044C0       | Vallée du Ruisseau des Aleines |
|         | BE34045C0       | Forêts de Muno |
|         | BE34046C0       | Bassin de la Semois de Florenville à Auby |
|         | BE34047C0       | Haute-Vierre |
|         | BE34048C0       | Bassin de la Semois de Jamoigne à Chiny |
|         | BE34049C0       | Basse-Vierre |
|         | BE34050C0       | Bassin de la Semois entre Tintigny et Jamoigne                                                                                               |
|         | BE34051C0       | Vallées du Ruisseau de Mellier et de la Mandebras                                                                                            |
|         | BE34053C0       | Bassin de l'Attert |
|         | BE34054C0       | Bassin de la Marche |
|         | BE34055C0       | Vallée du Ruisseau de Breuvanne |
|         | BE34056C0       | Bassin de la Semois de Etalle à Tintigny |
|         | BE34057C0       | Marais de la Haute-Semois et Bois de Heinsch                                                                                                 |
|         | BE34058C0       | Camp militaire de Lagland |
|         | BE34059C0       | Vallées de l'Eisch et de Clairefontaine |
|         | BE34060C0       | Bassin supérieur de la Chevratte |
|         | BE34061C0       | Vallées de Laclaireau et du Rabais |
|         | BE34062C0       | Bassin du Ruisseau du Messancy |
|         | BE34063C0       | Vallées de la Chevratte |
|         | BE34064C0       | Vallées de la Vire et du Ton |
|         | BE34065C0       | Bassin supérieur de la Vire et du Ton |
|         | BE34066C0       | Vallée du Ton et Côte bajocienne de Montquintin à Ruette                                                                                     |
|         | BE34067C0       | Forêts et marais bajociens de Baranzy à Athus                                                                                                |
|         | BE34068C0       | Bois de Famenne à Humain et Aye |
|         | BE34069B0       | Mare de Frassem |
|         | BE35001A0       | Etangs de Boneffe |
|         | BE35002C0       | Vallée de l'Orneau |
|         | BE35003C0       | Vallée de la Sambre en aval de la confluence avec l'Orneau                                                                                   |
|         | BE35004C0       | Vallée de la Meuse de Dave à Marche-les-Dames                                                                                                |
|         | BE35005C0       | Bassin du Samson |
|         | BE35006C0       | Vallée de la Meuse de Marche-les-Dames à Andenne                                                                                             |
|         | BE35007C0       | Forêts et lac de Bambois |
|         | BE35008C0       | Vallée du Burnot |
|         | BE35009C0       | Vallée de la Meuse d'Yvoir à Dave |
|         | BE35010C0       | Vallée du Bocq |
|         | BE35011C0       | Vallée de la Molignée |
|         | BE35012C0       | Vallée de la Meuse de Dinant à Yvoir |
|         | BE35013C0       | Bois calcaires de Nettinne |
|         | BE35014C0       | Bois de Famenne à Waillet |
|         | BE35015C0       | Vallée du Flavion |
|         | BE35016C0       | Vallée de la Chinelle |
|         | BE35017C0       | Vallée du Ruisseau de Féron |
|         | BE35018C0       | Bassin de l'Hermeton en aval de Vodelée |
|         | BE35019C0       | Vallée de la Meuse en amont d'Hastière |
|         | BE35020C0       | Vallée de la Meuse d'Hastière à Dinant |
|         | BE35021C0       | Vallée de la Lesse en aval de Houyet |
|         | BE35022C0       | Bassin de l'Iwène |
|         | BE35023C0       | Vallée de la Lesse entre Villers-sur-Lesse et Houyet                                                                                         |
|         | BE35024C0       | Vallées des Ruisseaux de Fenffe et du Vachau                                                                                                 |
|         | BE35025C0       | La Famenne entre Eprave et Havrenne |
|         | BE35026C0       | Massif forestier de Cerfontaine |
|         | BE35027C0       | Vallée de l'Eau Blanche entre Aublain et Mariembourg                                                                                         |
|         | BE35028C0       | Bassin fagnard de l'Eau Blanche en aval de Mariembourg                                                                                       |
|         | BE35029C0       | Bassin fagnard de l'Hermeton |
|         | BE35030C0       | La Calestienne entre Frasnes et Doische |
|         | BE35031C0       | Bassin ardennais de l'Eau Noire |
|         | BE35032C0       | Bassin ardennais du Viroin |
|         | BE35033B0       | Vallée du Ruisseau d'Alisse |
|         | BE35034C0       | Vallées des Ruisseaux de Rempeine et de la Scheloupe                                                                                         |
|         | BE35035C0       | Vallée de l'Ilèwe |
|         | BE35036C0       | Vallée du Biran |
|         | BE35037C0       | Vallée de la Wimbe |
|         | BE35038C0       | Bassin de la Lesse entre Villers-sur-Lesse et Chanly                                                                                         |
|         | BE35039C0       | Vallée de la Houille en aval de Gedinne |
|         | BE35040C0       | Vallée de la Hulle |
|         | BE35041C0       | Bassin de la Houille en amont de Gedinne |
|         | BE35042C0       | Vallée de l'Almache en amont de Gembes |
|         | BE35043C0       | Vallée du Ruisseau de Saint-Jean |
|         | BE35044C0       | Bassin du Ruisseau du Ru au Moulin |
|         | BE35045C0       | Vallée de la Semois en aval d'Alle |
|         | BE35046C0       | Vallée du Ruisseau de Gros Fays |
|         | BE35047C0       | Vallée du Ruisseau de Rebais |
|         | BE35048C0       | Vallée du Ruisseau de la Goutelle |
|         | BE35049C0       | Vallée du Ruisseau de Fairoul |
|         | BEMNZ0001       | Vlaamse Banken |
|         | BEMNZ0002       | Sbz 1 / Zps 1 |
|         | BEMNZ0003       | Sbz 2 / Zps 2 |
|         | BEMNZ0004       | Sbz 3 / Zps 3 |
|         | BE2500002       | Polders |
|         | BE1000003       | Q101627297 |
|         | BE2400012       | Q106599626 |
|         | BE33028C0       | Vallée de l'Amblève du Pont de Targnon à Remouchamps                                                                                         |
|         | NL9801075       | Grensmaas |
|         | BE33047C0       | Vallée de la Holzwarche |
|         | BE2500831       | Ijzervallei |
|         | BE2500004       | Q2621119 |
|         | BE2500003       | Westvlaams Heuvelland |
|         | NL9801041       | Geuldal |
|         | BE33020C0       | Affluents du lac d'Eupen |
|         | BE33021C0       | Osthertogenwald autour de Raeren |
|         | BE1000002       | Zones boisées et ouvertes au Sud de la Région bruxelloise - complexe Verrewinkel - Kinsendael                                                |
|         | BE2400010       | Q41505856 |
|         | BE2500001       | Duingebieden inclusief Ijzermonding en Zwin                                                                                                  |
|         | BE2300007       | Bossen van de Vlaamse Ardennen en andere Zuidvlaamse bossen                                                                                  |
|         | BE2300005       | Bossen en heiden van zandig Vlaanderen: oostelijk deel                                                                                       |
|         | BE2400011       | Q41536026 |
|         | BE2100026       | Q41536065 |
|         | BE2200039       | Voerstreek |
|         | BE2200042       | Q42338884 |
|         | BE2100040       | Q42344571 |
|         | BE2200041       | Jekervallei en bovenloop van de Demervallei                                                                                                  |
|         | BE2100045       | Historische fortengordels van Antwerpen als vleermuizenhabitat                                                                               |
|         | BE2200032       | Q42344580 |
|         | BE2200033       | Abeek met aangrenzende moerasgebieden |
|         | BE2200034       | Q42344584 |
|         | BE2221314       | Q42344587 |
|         | BE2300044       | Bossen van het zuidoosten van de Zandleemstreek                                                                                              |
|         | BE33025C0       | Q78470101 |
|         | BE2400009       | Hallerbos en nabije boscomplexen met brongebieden en heiden                                                                                  |